# Tramlijn Utrecht - Vreeswijk
De tramlijn Utrecht - Vreeswijk was een Nederlandse tramlijn tussen Utrecht en de dorpen Jutphaas en Vreeswijk. Op deze lijn reden trams tussen 1883 en 1929. Daarna is de lijn gesloten, aangezien de autobus op dat moment als een beter vervoermiddel werd gezien dan de tram.
Op de tramlijn hebben eerst stoomtrams gereden, daarna paardentrams en tot slot tractortrams.
De lijn is aangelegd door de IJsel Stoomtramweg-Maatschappij (IJSM) en was bedoeld als onderdeel van een lange tramlijn, van Gouda via Oudewater en Montfoort naar Utrecht en Vreeswijk.

## Opkomst
Door de IJssel Stoomtramweg-Maatschappij (IJSM) werd in de jaren '80 van de 19e eeuw een netwerk van tramwegen aangelegd in het gebied tussen grofweg Utrecht, Den Haag en Rotterdam, met Gouda als middelpunt. Als onderdeel opende de IJSM in 1883 de tramlijn Utrecht - Jutphaas - Vreeswijk. Vreeswijk was destijds een belangrijke plaats voor de scheepvaart. De eeuwenoude, maar nog steeds in gebruik zijnde, Vaartsche Rijn, mondde in Vreeswijk uit op de Lek. Ten tijde van de aanleg van de tramlijn, was zeker dat ook het nieuwe Merwedekanaal in Vreeswijk op de Lek uit zou monden.
De IJSM was oorspronkelijk van plan een lange tramlijn aan te leggen van Gouda naar Utrecht en Vreeswijk. De IJSM begon met het aanleggen van de delen tussen Utrecht en Vreeswijk en tussen Gouda en Oudewater. Volgens het plan zou de IJSM nog in 1883, het jaar waarin deze eerste delen werden geopend, beginnen met de aanleg van het ontbrekende stuk tussen Oudewater en Utrecht. Om onbekende redenen, mogelijk speelde geldgebrek een rol, heeft de IJSM dit ontbrekende stuk nooit aangelegd. Het bleef daarom bij de twee losse lijnen tussen Gouda en Oudewater en tussen Utrecht en Vreeswijk.

## Route

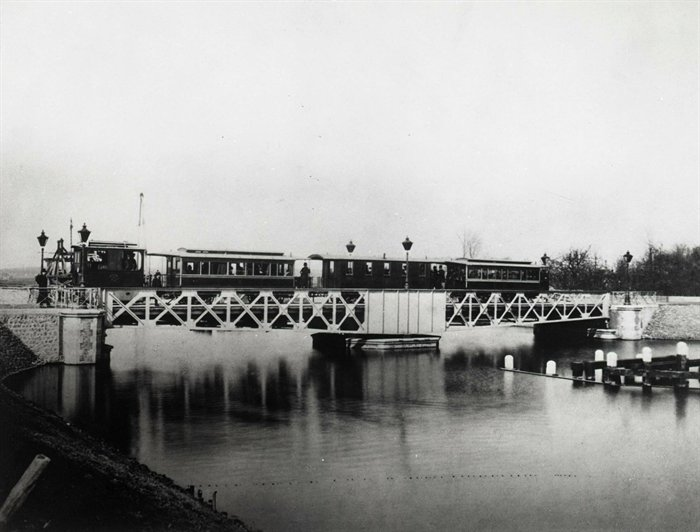
Stoomtram op de oude Liesboschbrug.

De tramlijn begon op het stationsplein in Utrecht, bij het toenmalige Station Utrecht SS. Hier kwamen alle tramlijnen van Utrecht bij elkaar. De tramlijn volgde de Catharijnesingel, om via de Vaartsestraat bij de Vaartsche Rijn uit te komen.
In 1888 kreeg de tramlijn een draaibrug over het nieuwe Merwedekanaal. Dat was de Liesboschbrug. De brug is inmiddels vervangen door een andere brug, maar de bruggenhoofden zijn nog altijd te zien. De tram vervolgde de route naar Jutphaas langs het Merwedekanaal. Het eindpunt van de lijn was bij Wilhelminabrug in Vreeswijk.

## Verkoop en staking van de dienst
De IJSM verhuurde de lijn in 1886 aan de Rederij 'Vereeniging'. Deze rederij onderhield met stoomboten de dienst tussen onder meer Utrecht en Vreeswijk, maar ook naar andere plaatsen in de omgeving. Dit was eigenlijk een vorm van beurtvaart, maar het werd een bargedienst genoemd. Een bargedienst is de beurtvaart met stoomboten. Barge is een Frans leenwoord.
Twee jaar na de verhuur verkocht de IJSM de lijn aan de rederij. De rederij had intussen een nieuwe naam gekregen: de Stoomtram- en Bargedienst 'Vereeniging' (SBV). De inkomsten van de lijn vielen nogal tegen.
In februari 1893 stopte de SBV met het rijden met de stoomtram. De directe aanleiding was een schade aan het spoor en een gebrek aan geld voor het herstel. De lijn zou worden verbouwd zodat deze geschikt zou zijn voor paardentram. De SBV ging de reizigers voorlopig per stoomboot vervoeren. Het Utrechtsch Nieuwsblad van 11 februari 1893 meldt dat "tot aan de opening van de paardentram voorzien stoombarges geregeld in de dienst, terwijl de directie na aankomst van de barges te Utrecht een omnibus laat rijden van Tolsteeg naar het station der staatsspoorwegen".
Na het staken met de dienst met de stoomtram, volgden nieuwe onderhandelingen met de gemeente Utrecht. De verleende concessie werd vernieuwd, het aantal ritten dat de SBV verplicht uit moest voeren, werd in de nieuwe concessie verminderd. Bovendien werd afgesproken dat de SBV voortaan met paardentrams zou rijden. Het was de SBV ook niet meer toegestaan nog stoomtrams te gebruiken.
In december 1893 was het spoor voldoende hersteld en geschikt gemaakt voor de paardentram. De tram kon weer rijden.

## Voortzetting als paardentram
De overgang van stoom- naar paardentram werd niet eens als achteruitgang gezien. Er werd wel gevreesd voor een grote achteruitgang, maar dat bleek onterecht. De rijtijden werden wel iets langer, maar het vervoer per paardentram werd als comfortabeler beschouwd, doordat het nieuwe vervoermiddel veel minder schokt (Utrechtsch Nieuwsblad, 2 januari 1894). Bovendien werd het afschaffen van de "afschuwelijke derdeklasse-wagens" geroemd.
Bij de hervatting van de dienst, werd de naam van het bedrijf weer gewijzigd. Nu van Stoomtram- en Bargedienst "Vereeniging" naar Tram- en Bargedienst "Vereeniging" (TBV).
In 1905 begon een discussie over het verlengen van de concessie. In 1905 werd in de kranten bericht dat de gemeente Utrecht van plan was de concessie in te trekken. Maar de concessie werd vervolgens wel enkele malen kortdurend verlengd. In 1907 werd uiteindelijk besloten de concessie te verlengen. Maar niet voordat de tramlijn in Utrecht werd ingekort.

## Inkorting van het traject in Utrecht
Voor de aanleg van tramlijn 1 van de Gemeentetram Utrecht was het noodzakelijk dat de rails van de tram Utrecht - Vreeswijk werden verwijderd over de Catharijnesingel. Deze tramlijn 1 zou over de Catharijnesingel rijden, waar al het spoor van de tramlijn naar Vreeswijk lag. Dat zou niet eens zo'n probleem zijn, als de spoorwijdte hetzelfde zou zijn geweest. De tram naar Vreeswijk reed echter op het zogenoemde kaapspoor, dat smaller is dan het normaalspoor van de gemeentetram. De trams van de gemeente konden daardoor niet rijden op het spoor van de tram naar Vreeswijk, en omgekeerd. De tram naar Vreeswijk moest het veld ruimen.
Vanaf 11 december 1905 werd begonnen met dit werk, dat bestond uit het geschikt maken van de trambaan over de Catharijnesingel voor de gemeentetram. De tram naar Vreeswijk kreeg een nieuw vertrekpunt, op de hoek van de Catharijnesingel met de Westerkade. Passagiers naar het station van Utrecht konden hier overstappen op de gemeentetram.

## Tractortram
In de jaren '20 van de 20e eeuw gingen in de stad Utrecht stemmen op de tramlijn over te nemen en toe te voegen aan het gemeentelijk net. Met de TBV werd zelfs overeenstemming bereikt over de overname. De gemeente zou f. 91.000 betalen voor de tramlijn, en daarmee eigenaar worden. De kosten voor de elektrificatie waren echter dusdanig hoog dat de gemeente van het plan afzag; de provincie Utrecht wenste bovendien geen medewerking te verlenen. Gemeente en provincie voorzagen bovendien weinig toekomst voor het trambedrijf. De bus was in opkomst, en de verwachting was dat de bus het van de tram zou winnen.
Na de mislukte overname- en elektrificatieplannen, werd gekozen voor de goedkoopste oplossing om het bedrijf toch voort te kunnen zetten: een tractortram. In juni 1923 was een eerste (geslaagde) proefrit. Hoewel de tractor op luchtbanden reed, werd het geheel toch aangemerkt als tram. De verkeersregels van de tram waren van toepassing, de tractor kreeg aan de voorzijde een bord met in rode letters "tram" ('s avonds werd het bord verlicht). De tractor kreeg een trambel zodat hij zich daadwerkelijk, als een tram, bellend door het verkeer kon begeven.
Op 17 augustus 1923 werd de paardentram vervangen door de tractortram. Hierbij reed een bus (de tractor) tussen Utrecht CS en de Westerkade. Op de Westerkade werd het tramrijtuig achter de bus werd gehangen. Vervolgens ging het geheel als tractortram naar Vreeswijk. Vanaf daar reed de autobus solo, dus zonder het rijtuig, verder naar Vianen. Tien dagen later werden de paarden verkocht, volgens een bericht in het Utrechtsch Nieuwsblad werden aangeboden: "19 goed bekend staande paarden, verschillend van leeftijd, mak bij den weg en in alle tuin en afkomstig van de tram van Utrecht naar Vreeswijk".
Als "tractors" werden een aantal T-Fords aangeschaft.
In de jaren twintig kreeg de tram concurrentie van verschillende busdiensten, tot wel zes aan toe. De concurrentie bestond ook uit een busdienst die de TBV zelf uitvoerde; hiervoor werd samen met Van de Wijngaard een autobusonderneming opgericht.
De gemeente was de tram naar Vreeswijk al jaren liever kwijt, dan rijk. De TBV wilde er ook graag vanaf. Beide partijen (gemeente en TBV) waren gebonden aan de concessie, die nog tot 1932 liep. Na uitvoerige onderhandelingen bereikten ze toch overeenstemming. De TBV zou stoppen met de tram en daarvoor zelfs een vergoeding aan de gemeente betalen. De gemeente stelde daar tegenover dat de TBV een bevoorrechte positie zou krijgen als autobusonderneming.
De TBV ging verder als simpelweg de Vereeniging, een vervoerbedrijf dat nog lang zou bestaan.
In 1983 kregen de voormalige dorpen Jutphaas en Vreeswijk, inmiddels opgegaan in de satellietstad Nieuwegein, door middel van de Utrechtse sneltram opnieuw een tramverbinding met Utrecht.

## Materieel

### Rijtuigen

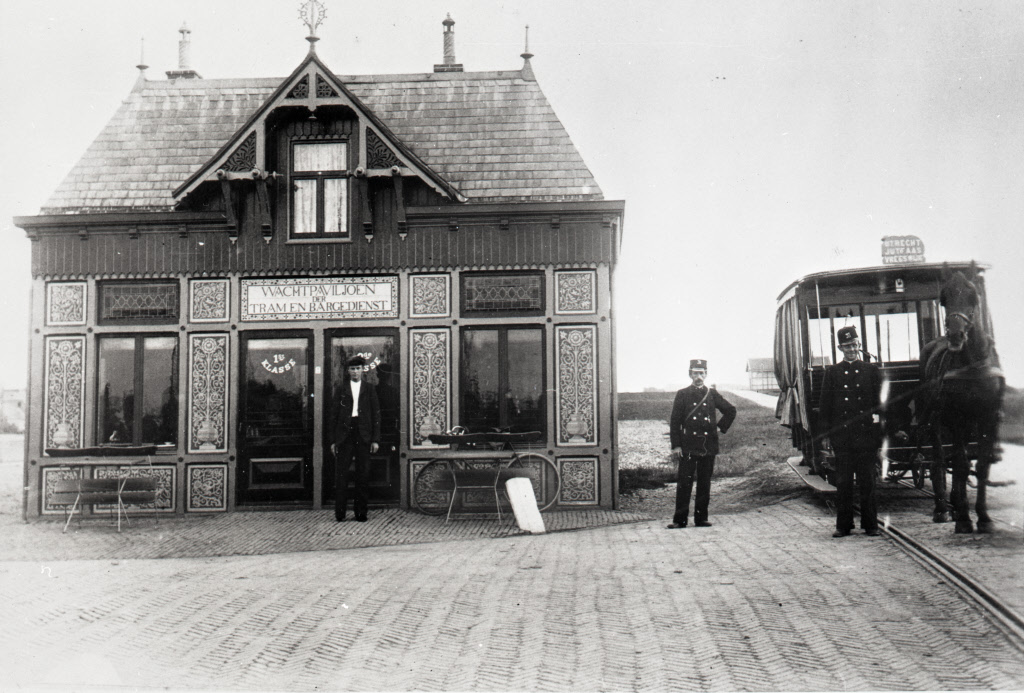
Rijtuig 1 van fabrikant Herman de Groot ter hoogte van het eindpunt in Vreeswijk

De rijtuigen voor het vervoer van passagiers werden gebouwd door de fabriek Herbrand in Keulen. Er waren twee rijtuigen 3e klasse, vijf rijtuigen 2e klasse en één rijtuig met een deel 2e klasse, en een deel 1e klasse.
Na de overgang van stoomtram naar paardentram, in 1893, verkocht de TBV de zeven rijtuigen aan de Tweede Noord-Hollandsche Tramweg-Maatschappij. Wagen 18, een van de twee voormalige 3e klasse-rijtuigen, brandde in Amsterdam in 1895 uit. De overige rijtuigen bleven tot 1932 in gebruik.
Van het paardentrammaterieel is niet alles bekend. In elk geval werden de open paardentramwagens 156 en 157 van de Rotterdamsche Tramweg Maatschappij overgenomen. Later kwamen ook rijtuigen van de Stichtse Tramway Maatschappij] en de rijtuigen 216, 569 en 603 uit Amsterdam.
Volgens sommige bronnen kocht de TBV in 1922 nog twee rijtuigen uit Amsterdam, volgens andere bronnen is dat juist níet het geval.

### Stoomtramlocomotieven
| Serie         | Bouwjaar | Fabriek(snummer)     | Bijzonderheden | Afvoer |
| ------------- | -------- | -------------------- | --- | ------ |
| 5-7 later 1-3 | 1882     | Hohenzollern 220-222 | Gebouwd in opdracht van de IJSM. Na overname door de Reederij Vereeniging vernummerd in 1-3. In 1895 verkocht aan firma S. Vles te Rotterdam. 1 & 2 kwamen terecht bij aanneer Wiegerink en Terwindt (Amsterdam) als 8, 9. In 1908 ging de 8 naar België. De 9 daarna naar Duitsland.                             | 1893   |
| 12 later 4    | 1883     | Hohenzollern 230     | Gebouwd in opdracht van de IJSM. Na overname door de Reederij Vereeniging vernummerd in 4. Was samen met locomotief 11 onderdeel van de IJSM serie 11-12. In 1895 verkocht aan firma S. Vles te Rotterdam. 4 kwam terecht bij aanneer Wiegerink en Terwindt (Amsterdam) als 10. In 1902 ging de 10 naar de sloop. | 1893   |

### Tractors
| Serie | Bouwjaar | Fabrikant                                                     | Afvoer |
| ----- | -------- | ------------------------------------------------------------- | ------ |
| 1 - 5 | 1923     | Carrosseriefabriek v/d Wijngaard IJsselstein, Ford A001/10/11 | 1929   |

### Rijtuigen
| Serie   | Bouwjaar         | Fabrikant           | Bijzonderheden |
| ------- | ---------------- | ------------------- | --- |
| [ 6 ]   |                  |                     | Stoomtramrijtuigen, 4 stuks 1/2e klasse, 3 stuks 2e klasse. Hebben nooit gereden op deze lijn, maar zijn er alleen boekhoudkundig geweest. Later naarTNHT. |
| 1 - 13  | 1894             | Hr. Sanders,        | Paardentram, afkomstig van de TNHT, althans boekhoudkundig. Vermoedelijk nieuw geleverd door een onbekende fabrikant. 8 gesloten wagens, 5 open wagens aldus een bron of tot 13 gesloten rijtuigen aldus.De afvoer van de eerste 5 rijtuigen vond plaats in 1896, 1898 4, 1901 2. Waarna alleen rijtuig 7 en 8 in dienst bleven 1917 en 1923.                                                 |
| 1 - 2   | 1898             | Herman de Groot     | Open rijtuigen met 28 zitplaatsen. Afvoer vond plaats in 1927 |
| 3 - 4   | 1898             | Herman de Groot     | Gesloten rijtuigen met 16 zitplaatsen. Afvoer vond plaats in 1927 |
| 5 - 6   | 1896             | RTM                 | Open paardentrams met bouwjaar 1895. Vermoedelijk afkomstig van de RTM met nummers 156 en 157. Deze rijtuigen hebben mogelijk nog enige tijd onder deze nummers tussen Utrecht en Vreeswijk gereden. Afvoer vond plaats in 1923. |
| 9 - 10  | 1879, 1882       | Beijnes, Henri Plas | Gesloten rijtuigen, in 1909 verkocht aan de TBV en herspoord. Rijtuig 9 of 10 is de voormalige NCS 8, oorspronkelijk de NCS 12 ex STM 12, dat daarvoor ingezet werd op de tramlijn Utrecht - Zeist. Rijtuig 9 of 10 is de voormalige NCS 9, oorspronkelijk de NCS 15 ex STM 15, dat daarvoor ingezet werd op de tramlijn Utrecht - Zeist. De rijtuigen werden vermoedelijk in 1923 afgevoerd. |
| 11 - 12 | 1889             | Beijnes             | Open rijtuig met circa 24 zitplaatsen en 12 staanplaatsen. Afkomstig uit de serie 11 - 12 of 15 van de Haarlemsche Tramway-Maatschappij (daarvoor open rijtuig en imperiaalrijtuig 69, 70 van de AOM) en in 1913 verkocht aan de TBV en herspoord. Het rijtuig werd vermoedelijk in 1923 afgevoerd.                                                                                           |
| 13      | 1878             | Beijnes             | Gesloten rijtuig met 16 zitplaatsen en 12 staanplaatsen. Afkomstig uit de serie 1 - 8 van de Haarlemsche Tramway-Maatschappij en in 1913 verkocht aan de TBV en herspoord. Het rijtuig werd vermoedelijk in 1923 afgevoerd. |
| 14      | 1879             | Beijnes             | Gesloten rijtuig met 16 zitplaatsen en afkomstig van de STM tussen Utrecht en Zeist. en tussen 1909 en 1916 verkocht aan de TBV en herspoord. Het rijtuig werd vermoedelijk in 1923 afgevoerd. |
| 15 - 17 | 1879, 1893, 1896 | Beijnes, AOM        | Gesloten rijtuigen met 12 zitplaatsen en afkomstig van de AOM. In Amsterdam in dienst als 216, 569 (ex 50) en 603 (ex 252). Verkoop in 1916. Afvoer verrmoedelijk in 1929 bij het einde van de exploitatie van de tramlijn tussen Utrecht en Vreeswijk. |

## Dienstregeling
Bij het begin in december 1883 reden dagelijks 11 retourritten met een rijtijd van 50 minuten enkele reis. In 1888 waren dat er 10, behalve op zon- en feestdagen. dan was er een extra rit 's avonds.
In de dienstregeling van 1912 waren er 15 retourritten. In Vreeswijk konden de reizigers overstappen op een omnibus naar Vianen.

## Reizigersaantallen[6]
| Jaar | Tram    | Barge  | Totaal  |
| ---- | ------- | ------ | ------- |
| 1910 | 80.493  | 50.988 | 131.481 |
| 1911 | 87.434  | 53.475 | 140.909 |
| 1912 | 84.885  | 50.040 | 134.925 |
| 1913 | 85.383  | 46.140 | 131.523 |
| 1914 | 96.897  | 60.725 | 157.622 |
| 1915 | 139.897 | 57.161 | 197.057 |

## Restanten
In de overgang van wegdek naar brug van de Jeremiebrug was tot aan de verplaatsing van de brug in 2012 nog een paar centimeter van het voormalige tramspoor te zien.